# Čang I-ning
Čang I-ning, čínsky 张怡宁, pinyin: Zhang Yining (* 5. října 1982) je bývalá čínská stolní tenistka.
Od ledna 2003 do ledna 2008 a od listopadu 2008 do prosince 2009 vedla Čang I-ning ženský žebříček ITTF.
Jedná se o čtyřnásobnou olympijskou vítězku (z roku 2004 a 2008 ve dvouhře, z roku 2004 ve čtyřhře spolu se svojí největší soupeřkou Wang Nan a v roce 2008 v soutěži družstev) a desetinásobnou mistryni světa (2005 a 2009 ve dvouhře, 2003, 2005 a 2007 v ženské čtyřhře a 2000, 2001, 2004, 2006 a 2008 v soutěži družstev).
Při slavnostním zahájení Letních olympijských her 2008 v Pekingu složila za všechny sportovce olympijský slib.
V říjnu 2009 se vdala a ukončila hráčskou kariéru. Odešla do USA studovat na University of Wisconsin–Madison.